# Dani Abalo
Daniel Abalo Paulos est un footballeur espagnol né le 29 septembre 1987 à Vilagarcía de Arousa en Galice en Espagne. Il évolue au poste d'ailier au Racing de Ferrol.

## Biographie
Dani Abalo dispute 15 matchs en Ligue des champions, pour 5 buts inscrits, et 4 matchs en Ligue Europa, pour un but inscrit.

## Palmarès
Ludogorets Razgrad
- Champion de Bulgarie en 2014 et  2015
- Vainqueur de la Coupe de Bulgarie en 2014
- Vainqueur de la Supercoupe de Bulgarie en 2014

 Deportivo Alavés
- Champion de Segunda División en 2016